# سيلفان تشافانيل
سيلفان تشافانيل (بالفرنسية: Sylvain Chavanel)‏ مواليد 30 يونيو 1979 في فرنسا، هو دراج فرنسي في صنف سباق الدراجات على الطريق. شارك في دورة الألعاب الأولمبية الصيفية.

## سجل النتائج

### المراكز
- حقق المركز الـ 16 في طواف إسبانيا 2007

### الميداليات
| الميدالية | المسابقة                                    |
| --------- | ------------------------------------------- |
| ذهبية     | بطولة العالم لسباق الدراجات على الطريق 2012 |

## سباقات أو مراحل فاز بها
| التاريخ        | السباق                                   | المركز                                                                   |
| -------------- | ---------------------------------------- | ------------------------------------------------------------------------ |
| 12 يونيو 2000  | Grand Prix de Villers-Cotterêts 2000     | السادس في التصنيف العام                                                  |
| 12 أغسطس 2000  | طواف أين 2000                            | السادس في التصنيف العام                                                  |
| 09 سبتمبر 2000 | تور دي أفينير 2000                       |                                                                          |
| 01 أكتوبر 2000 | 2000 Circuit Franco-Belge                |                                                                          |
| 01 يناير 2001  | بولينورماند 2001                         |                                                                          |
| 17 أغسطس 2001  | طواف أين 2001                            | الرابع في التصنيف العام                                                  |
| 15 سبتمبر 2001 | تور دي أفينير 2001                       |                                                                          |
| 01 يناير 2002  | أربعة أيام من دونكيرك 2002               | الفائز في التصنيف العام                                                  |
| 01 مايو 2002   | Trophée des Grimpeurs 2002               | الفائز في التصنيف العام                                                  |
| 26 مايو 2002   | طواف بلجيكا 2002                         |                                                                          |
| 28 يوليو 2002  | سباق طواف فرنسا 2002                     | الرابع في تصنيف أفضل شاب                                                 |
| 30 أغسطس 2002  | تور دو بويتو-شارنتيس 2002                |                                                                          |
| 01 يناير 2003  | كأس فرنسا لركوب الدراجات على الطريق 2003 | الأول في تصنيف أفضل شاب، الثالث في تصنيف النقاط                          |
| 16 فبراير 2003 | 2003 تور ميديترانين                      |                                                                          |
| 22 فبراير 2003 | طواف هوت فار 2003                        | الفائز في التصنيف العام                                                  |
| 16 مارس 2003   | 2003 باريس-نايس                          | الأول في تصنيف أفضل شاب، الخامس في التصنيف العام، الخامس في تصنيف النقاط |
| 31 مايو 2003   | جراند بريكس دو بلومليك-موربيهان 2003     |                                                                          |
| 30 أغسطس 2003  | تور دو بويتو-شارنتيس 2003                |                                                                          |
| 01 يناير 2004  | أربعة أيام من دونكيرك 2004               | الفائز في التصنيف العام                                                  |
| 23 مايو 2004   | طواف بلجيكا 2004                         | الفائز في التصنيف العام                                                  |
| 01 أغسطس 2004  | بولينورماند 2004                         | الفائز في التصنيف العام                                                  |
| 01 يناير 2005  | بطولة فرنسا لسباق الدراجات ضد الزمن 2005 | الفائز في التصنيف العام                                                  |
| 08 أبريل 2005  | سباق حلبة دي لا سارث 2005                | الفائز في التصنيف العام                                                  |
| 26 أغسطس 2005  | تور دو بويتو-شارنتيس 2005                | الفائز في التصنيف العام                                                  |
| 04 سبتمبر 2005 | 2005 Duo Normand                         | الفائز في التصنيف العام                                                  |
| 01 يناير 2006  | بطولة فرنسا لسباق الدراجات ضد الزمن 2006 | الفائز في التصنيف العام                                                  |
| 25 أغسطس 2006  | تور دو بويتو-شارنتيس 2006                | الفائز في التصنيف العام                                                  |
| 01 يناير 2008  | بطولة فرنسا لسباق الدراجات ضد الزمن 2008 | الفائز في التصنيف العام                                                  |
| 24 فبراير 2008 | فولتا الغارف 2008                        |                                                                          |
| 26 مارس 2008   | دفارز دور فلاندرز 2008                   | الفائز في التصنيف العام                                                  |
| 30 مارس 2008   | برابانتس بييل 2008                       | الفائز في التصنيف العام                                                  |
| 27 يوليو 2008  | سباق طواف فرنسا 2008                     |                                                                          |
| 01 يناير 2009  | بطولة فرنسا لسباق الدراجات ضد الزمن 2009 |                                                                          |
| 15 مارس 2009   | باريس-نيس 2009                           | الأول في تصنيف النقاط، الثالث في التصنيف العام                           |
| 01 يناير 2010  | بطولة فرنسا لسباق الدراجات ضد الزمن 2010 |                                                                          |
| 25 يوليو 2010  | سباق طواف فرنسا 2010                     |                                                                          |
| 01 يناير 2011  | بطولة سباق الطرق الفرنسية 2011           | الفائز في التصنيف العام                                                  |
| 01 يناير 2012  | بطولة فرنسا لسباق الدراجات ضد الزمن 2012 | الفائز في التصنيف العام                                                  |
| 29 مارس 2012   | ثلاثة أيام من دي بان 2012                | الفائز في التصنيف العام                                                  |
| 30 يونيو 2012  | سباق طواف فرنسا 2012، مرحلة المقدمة      |                                                                          |
| 21 أكتوبر 2012 | 2012 Chrono des Nations                  |                                                                          |
| 01 يناير 2013  | بطولة فرنسا لسباق الدراجات ضد الزمن 2013 | الفائز في التصنيف العام                                                  |
| 01 يناير 2013  | بطولة سباق الطرق الفرنسية 2013           |                                                                          |
| 10 مارس 2013   | باريس-نيس 2013                           | الأول في تصنيف النقاط، الخامس في التصنيف العام                           |
| 28 مارس 2013   | ثلاثة أيام من دي بان 2013                | الفائز في التصنيف العام                                                  |
| 20 أكتوبر 2013 | 2013 Chrono des Nations                  |                                                                          |
| 01 يناير 2014  | بطولة فرنسا لسباق الدراجات ضد الزمن 2014 | الفائز في التصنيف العام                                                  |
| 29 أغسطس 2014  | تور دو بويتو-شارنتيس 2014                | الفائز في التصنيف العام                                                  |
| 31 أغسطس 2014  | جي بي واست-فرنسا 2014                    | الفائز في التصنيف العام                                                  |
| 19 أكتوبر 2014 | 2014 Chrono des Nations                  | الفائز في التصنيف العام                                                  |
| 01 يناير 2015  | بطولة سباق الطرق الفرنسية 2015           |                                                                          |
| 01 يناير 2015  | بطولة فرنسا لسباق الدراجات ضد الزمن 2015 |                                                                          |
| 26 أغسطس 2016  | تور دو بويتو-شارنتيس 2016                | الفائز في التصنيف العام                                                  |

## روابط خارجية
- سيلفان تشافانيل على موقع الاتحاد الدولي للدراجات (الإنجليزية)
- سيلفان تشافانيل على موقع أرشيف الدراجات (الإنجليزية)
- سيلفان تشافانيل على موقع إحصائيات الدراجات الإحترافية (الإنجليزية)
- سيلفان تشافانيل على موقع نسبة الدراجات (الإنجليزية)
- سيلفان تشافانيل على موقع CycleBase (الإنجليزية)
- سيلفان تشافانيل على موقع اللجنة الأولمبية الدولية (الإنجليزية)
- سيلفان تشافانيل على موقع أوليمبيديا (الإنجليزية)
- سيلفان تشافانيل على موقع اللجنة الأولمبية الفرنسية (مؤرشف) (الفرنسية)